# S.Dariaus-und-S.Girėno-Stadion
Das S.Dariaus-und-S.Girėno-Stadion (litauisch S. Dariaus ir S. Girėno stadionas) ist ein Fußballstadion mit Leichtathletikanlage im Ąžuolynas (deutsch Eichenpark) der zweitgrößten litauischen Stadt Kaunas. Das Nationalstadion im Stadtteil Žaliakalnis bot bis zum Beginn des Umbaus im Jahr 2018 insgesamt 9180 Sitzplätze. Neben dem Fußballverein FK Kauno Žalgiris trägt auch die litauische Fußballnationalmannschaft ihre Heimspiele im Stadion des S.Dariaus-und-S.Girėno-Sportzentrums aus.

## Geschichte

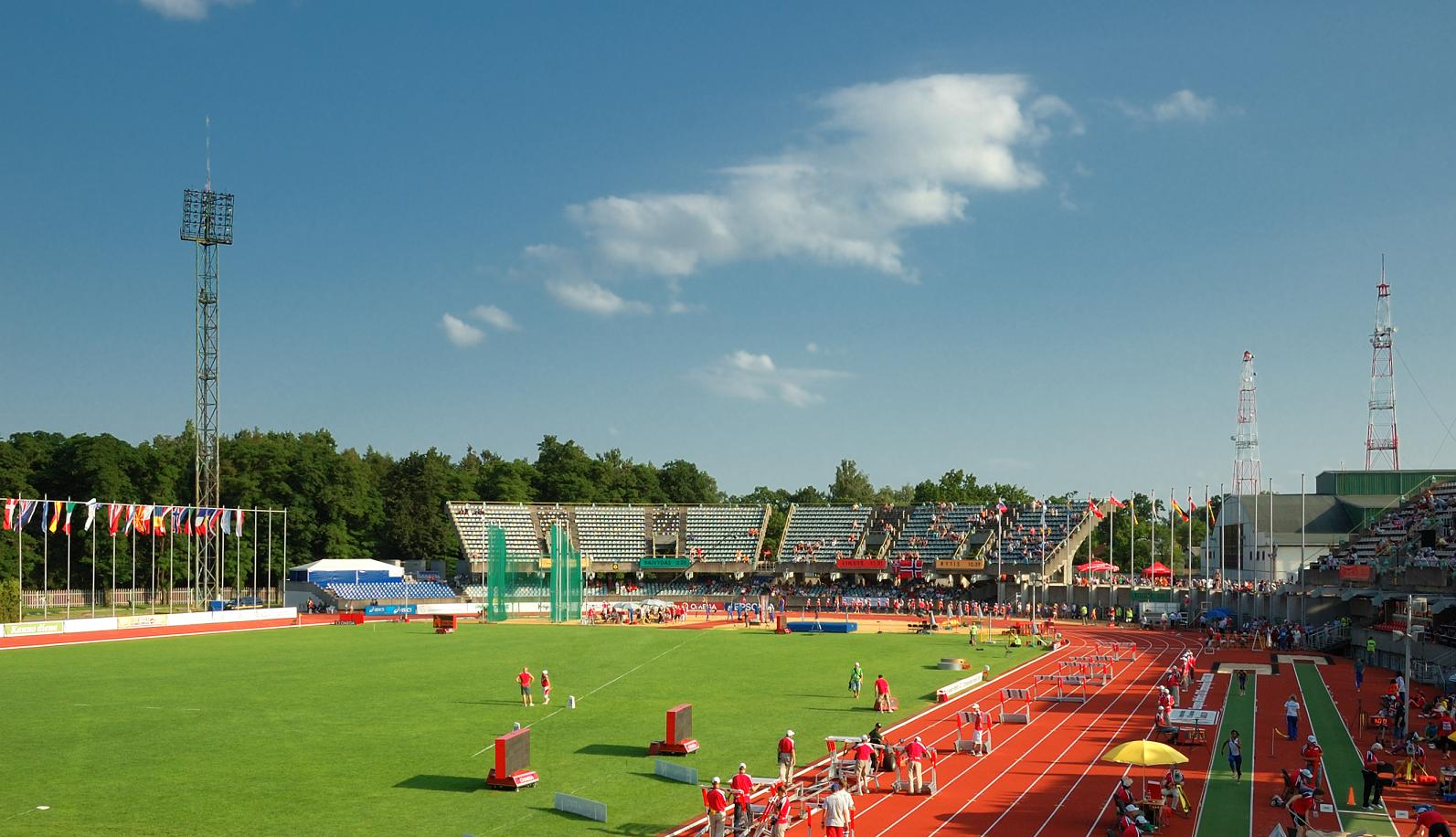
Stadion während der Leichtathletik-U23-Europameisterschaften 2009

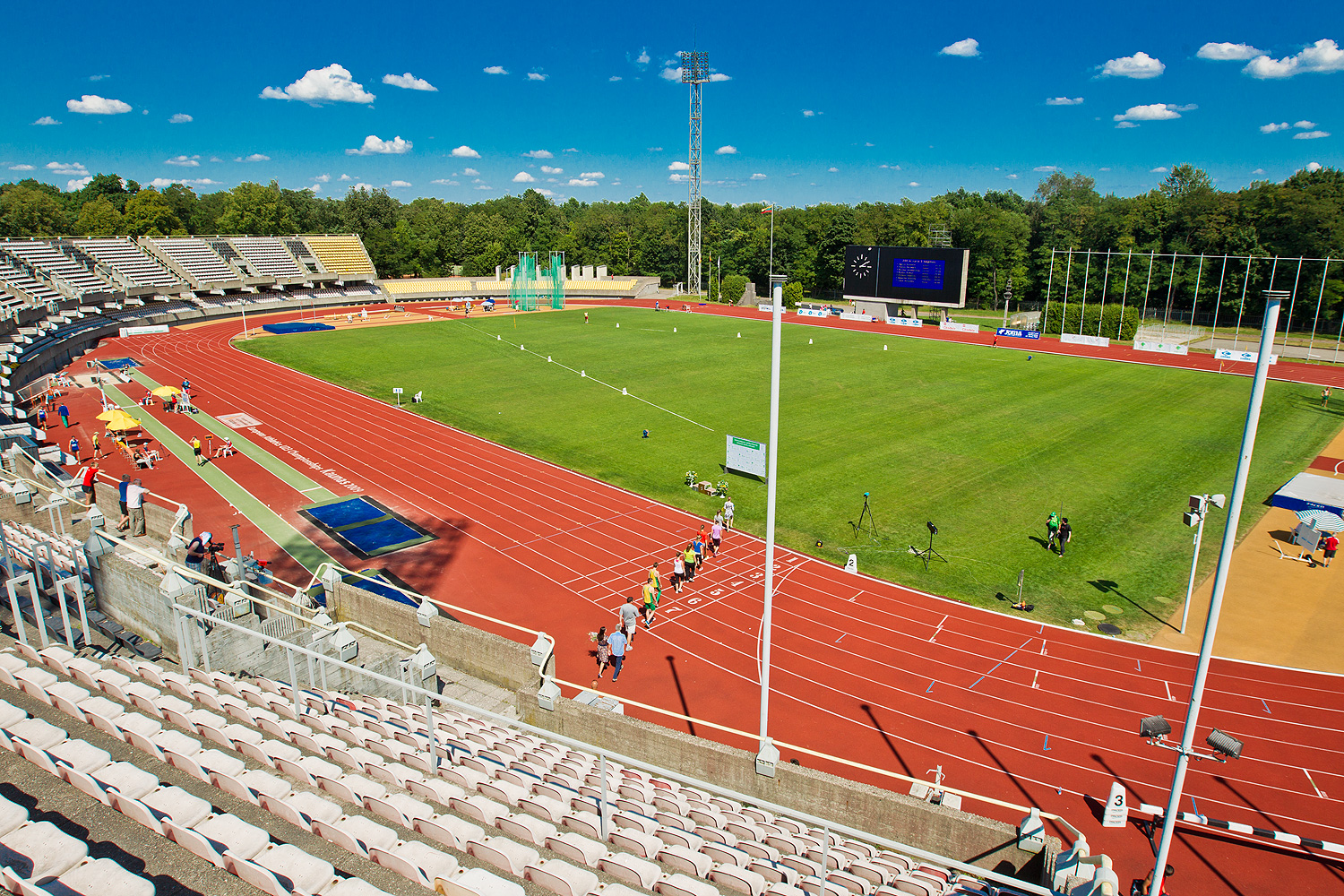
Blick auf die Sportstätte (Juli 2014)

Nach zwei Jahren Bauzeit wurde das Fußballstadion mit einer Leichtathletikanlage 1925 eröffnet. Von 1935 bis 1936 wurde die Sportstätte renoviert und bekam den Namen State Stadium. Die Laufbahn des Stadions besaß damals die Länge von 500 Meter; das Fußballfeld erstreckte sich über fast 120 Meter. 1939 wurde in direkter Nachbarschaft die Sporthalle Kaunas (litauisch Kauno sporto halė) eingeweiht; die erste Sporthalle in Europa, die speziell für Basketball errichtet wurde. Die nächste Sanierung des Stadions folgte im Jahr 1969 und dauerte bis 1979 an. Dabei wurden u. a. die alten Holztribünen durch Ränge aus Stahlbeton ersetzt; die im Halbkreis um den Innenraum führen. Die Laufbahn wurde auf die Standardlänge von 400 Meter verkürzt. Die Zuschauerränge befinden sich an der Nord-, West- und Südseite.
Nach der Unabhängigkeit der Litauischen Sozialistischen Sowjetrepublik (LiSSR) von der Sowjetunion 1990 wurde die Spielstätte 1993 nach den beiden litauischen Piloten Steponas Darius und Stasys Girėnas benannt. Sie versuchten mit einem Flugzeug 1933 einen Nonstopflug von New York nach Kaunas, wobei sie kurz vor dem Ziel durch einen Absturz ums Leben kamen. Am 6. September 1993 kam Papst Johannes Paul II. zu einem Treffen mit Jugendlichen in das Stadion. 1998 wurde das Stadion durch Umbauten (Kunststoff-Einzelsitze, Erneuerung der Leichtathletikanlage usw.) auf UEFA-Standard gebracht. Für die Leichtathletik-Junioreneuropameisterschaften wurde 2005 eine Videowand auf der offenen Stadionseite im Osten mit den Maßen 8,64 × 4,32 Meter installiert. Es war damals die größte und modernste Videoanzeigetafel in den baltischen Staaten. 2009 fanden im Stadion von Kaunas die U23-Leichtathletik-Europameisterschaften statt.
Ab dem Sommer 2018 wurde das Stadion renoviert und erweitert. Nach Abschluss der Arbeiten bietet es 15.315 Plätze und erfüllt die Anforderungen der UEFA-Stadionkategorie 4. Der Bau hat eine Holzfassade erhalten und fügt sich damit besser in den umgebenden Park ein. Erstmals sind alle Zuschauerplätze der Sportarena überdacht. Die Arbeiten führte zunächst das türkische Unternehmen Kayı Construction durch. Die Stadt hatte für die Sanierung 46 Mio. Euro vorgesehen. Kayı bot an, es für rund 35 Mio. Euro in 20 Monaten durchzuführen. Nach Plan sollte im Frühjahr 2020 das Nationalstadion einsatzbereit sein. Alle alten Ränge wurden abgerissen, nur die Betonstützen standen noch. Im Lauf des Jahres 2019 wurde klar, dass der Termin bei dem Arbeitstempo nicht zu halten war und man ging eher von 2022 aus. Im September 2019 streikten die Bauarbeiter, da das Unternehmen ihre Gehälter nicht zahlte. Im Januar 2020 kündigte die Stadt den Vertrag mit Kayı Construction. Der Umbau wurde von einem anderen Unternehmen fortgesetzt.
Am 16. Oktober 2022 wurde das für 43 Mio. Euro umgebaute Stadion mit überdachten Rängen wiedereröffnet. Nach dem Umbau ist es das größte Stadion des Landes. Teil der Veranstaltung war das Endspiel um dem litauischen Fußballpokal zwischen dem FK Žalgiris Vilnius und dem FC Hegelmann aus Kaunas (2:1 n. V.)